# Просекко

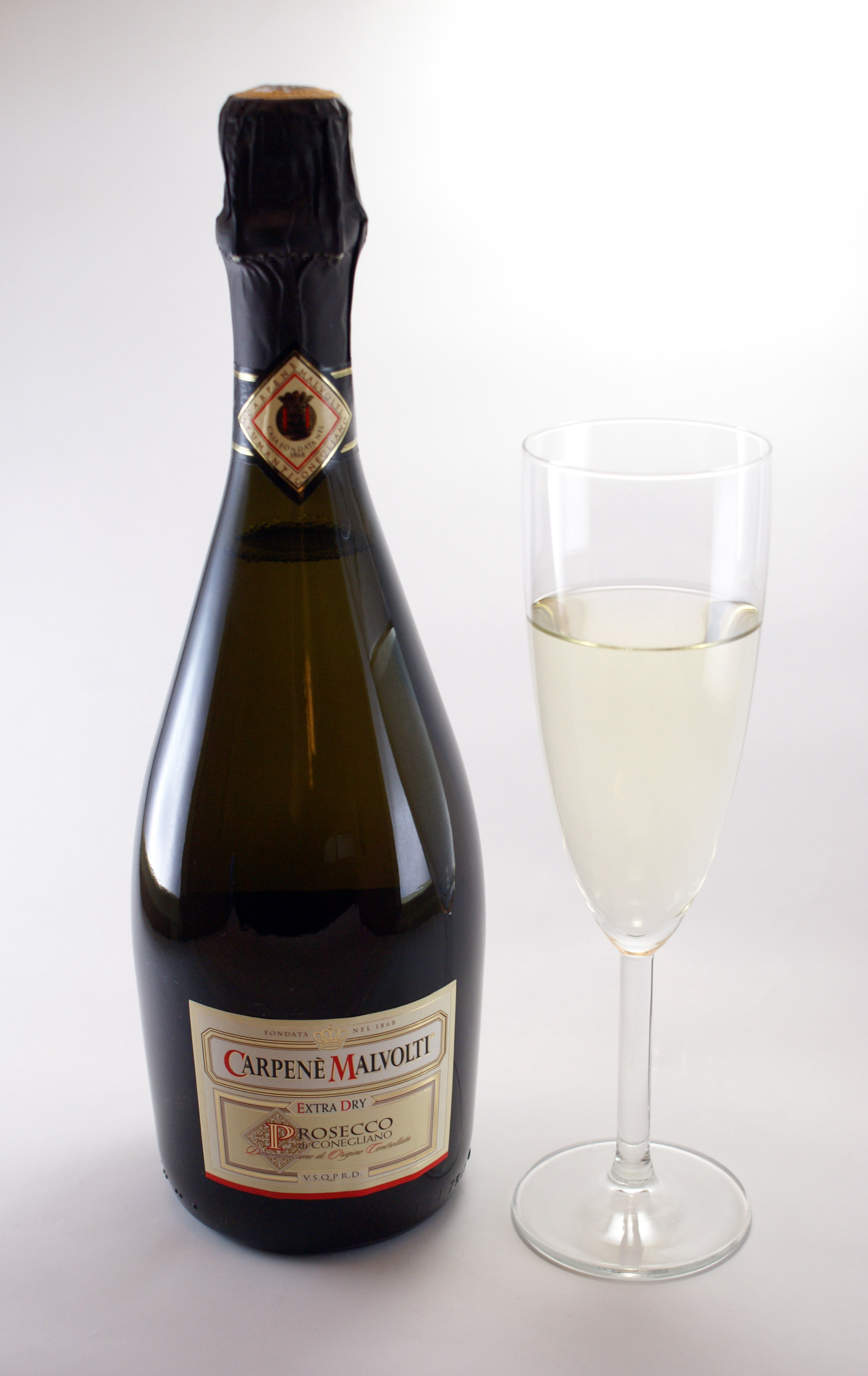
Пляшка сухого Prosecco di Conegliano spumante і келих Просекко Фріззанте, в якому припиняється утворення газу незабаром після розлиття

Просекко (італ. Prosecco) — італійське сухе ігристе вино. Виготовляється з винограду сорту Глера (також відомий як Просекко), іноді з додаванням сортів Вердізо, Перера і Б'янкетта. Виробляється в 9 провінціях Італії в регіонах Фріулі-Венеція-Джулія і Венето.
Просекко відоме як основний інгредієнт коктейлю Белліні, а відносно недавно стало популярним як порівняно дешевший замінник шампанського.

## Історія

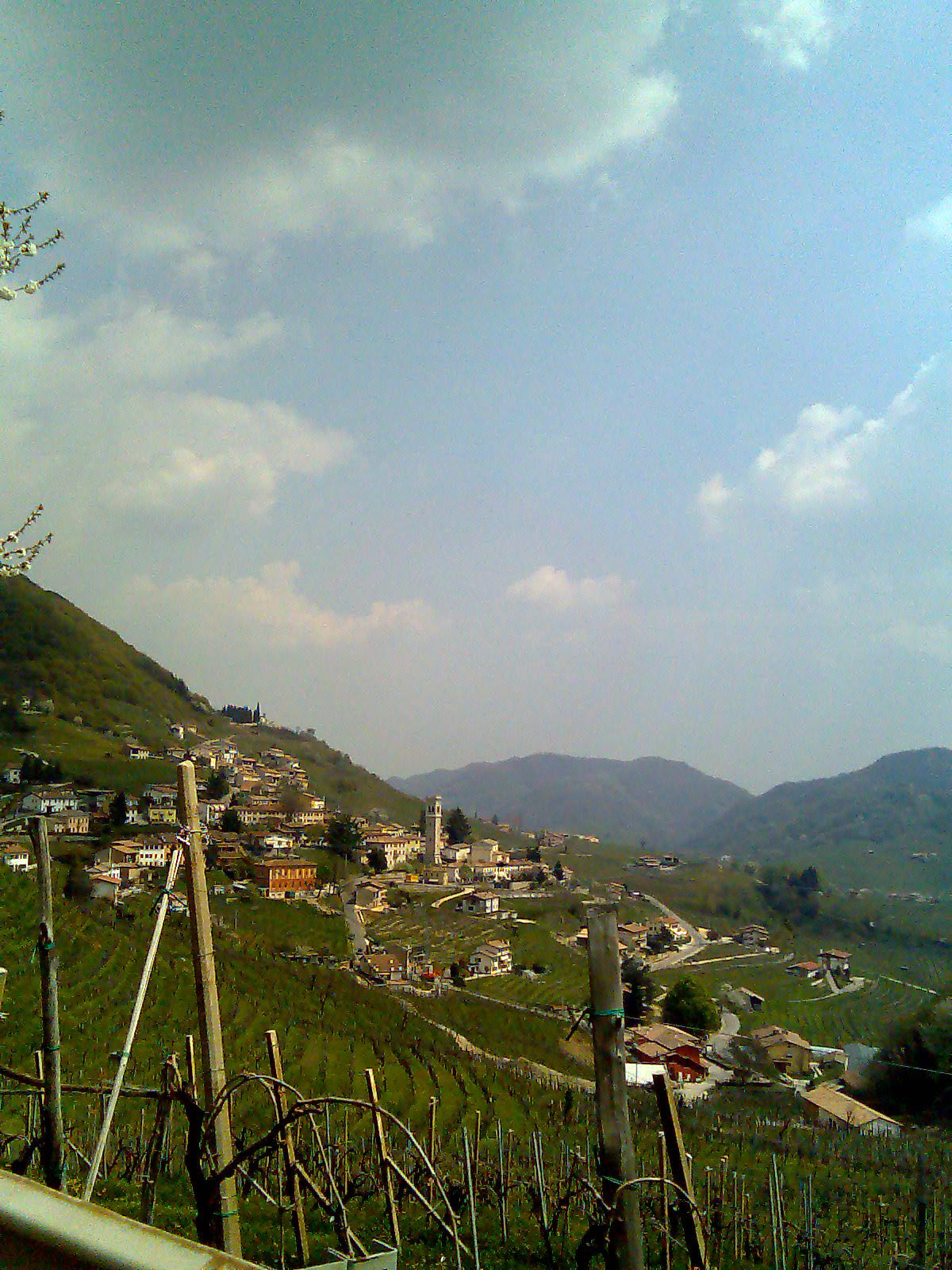
Виноградники Вальдобб'ядене

До 1960-х ігристе вино Просекко було солодким і ледь відмінним від вина Асті Спуманте, що вироблялося в П'ємонті. З тих пір технологія виробництва була вдосконалена, і зараз Просекко — це високоякісні сухі вина. Згідно зі звітом The New York Times 2008 популярність Просекко поза Італії різко зросла. При цьому істотне збільшення обсягу продажів пов'язано, зокрема, з його порівняно невисокою ціною.
З 2009 року виробництво Просекко розділене на дві категорії: DOC і DOCG.

### Назва
Основна версія походження назви, що воно походить від однойменної назви села на сході Італії (тепер передмістя Трієста), яке, в свою чергу, походить від слова «просіка» слов'янського походження (словен. proseka).

## Виробництво
На відміну від свого основного конкурента — шампанського — Просекко виробляється методом Шарма, в якому вторинна ферментація відбувається в резервуарах з нержавіючої сталі, що робить виробництво вина менш дорогим.
Щороку виробляється приблизно 150 мільйонів пляшок італійського Просекко. У 2008 році 60 % всього Просекко було вироблено в регіонах Конельяно і Вальдобб'ядене. Обсяг виробництва тут становив 370 млн євро в 2007 році. Починаючи з 2000 року, виноград Просекко також вирощується в таких країнах як Бразилія, Румунія, Аргентина та Австралія.

## Різновиди
Просекко виробляється, в основному, як ігристе вино — газоване (Спуманте (італ. Spumante)) з тиском у пляшці більше 3 атм і слабогазоване (Фріззанте (італ. Frizzante), Джентіле (італ. Gentile)) з тиском у пляшці менше 3 атм. Просекко Спуманте, що піддається повній вторинній ферментації, є більш дорогим і може містити трохи винограду сортів Pinot bianco або Pinot grigio. За вмістом цукру Просекко поділяється на «брют» (фр. brut) — до 15 г/л залишкового цукру, «екстра сухе» (англ. extra dry) — 12-20 г/л, або «сухе» (англ. dry) — 20-35 г/л.
З винограду сорту Глера також виробляється тихе вино (італ. calmo або італ. tranquillo). Його кількість не перевищує 5 %, і воно рідко використовується.
Вино з традиційного регіону виробництва Конельяно-Вальдобб'ядене позначаються як «Prosecco di Conegliano-Valdobbiadene», «Prosecco di Conegliano» або «Prosecco di Valdobbiadene». Просекко з іншими позначками, такими як «IGT-Veneto», зазвичай дешевше, але його якість сильно варіюється.

### Картіцце Просекко
Пагорб Картіцце — це виноградник висотою в 1000 футів з 107 га виноградників, що належать 140 виноробам. За місцевою легендою виноград Картіцце традиційно збирався в останню чергу, тому що виноградники розташовані на крутих важкодоступних схилах. І винороби виявили, що більш довгий період дозрівання покращує смак. Вважається, що Просекко, виготовлене з цього винограду, дуже високої якості, іноді для опису цього Просекко вживають термін «Grand Cru». Гектар виноградників Картіцце оцінюється, щонайменше, в $1 млн.

## Споживання

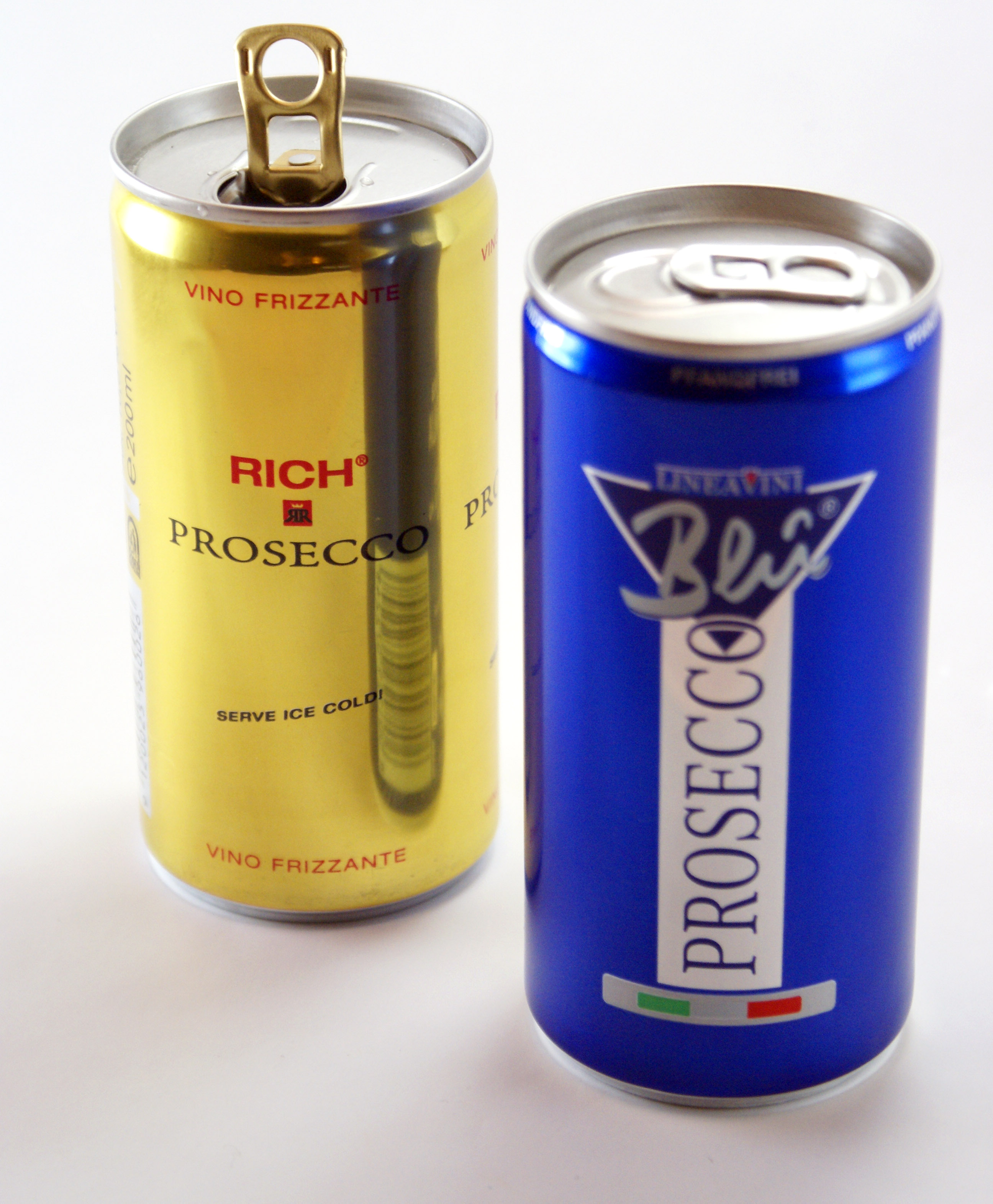
Дешеве Просекко Фріззанте продається також і в банках

В Італії Просекко вважається вином на будь-який випадок. Поза Італії його часто вживають як аперитив. Як і інші ігристі вина, Просекко подається охолодженим. На відміну від Шампанського в пляшці з Просекко процес ферментації не йде, і з часом воно старіє. Тому Просекко потрібно вживати молодим, бажано не старше двох років.
У порівнянні з іншими ігристими винами, Просекко містить мало алкоголю, всього від 11 до 12 % об. Це є типовим для італійських білих ігристих вин. Букет Просекко описують як дуже ароматний і свіжий, що викликає асоціації з жовтим яблуком, грушею, білим персиком та абрикосом. На відміну від шампанського, яке цінують за його насичений смак і складні вторинні аромати, більшість Просекко мають інтенсивні первинні аромати і мають свіжий, легкий і порівняно простий смак.
Зазвичай Просекко подається в чистому вигляді, проте воно також входить в деякі коктейлі. Так, Просекко є основним інгредієнтом коктейлю Белліні і часто є основою популярного в Венето коктейлю «венеційський спрітц», і може заміняти шампанське в інших коктейлях, таких як Мімоза. Просекко входить також в італійський коктейль Sgroppino (з горілкою і лимонним щербетом).

## Просекко у мистецтві
Вино Просекко є основною римою у приспіві пісні «Prosecco» Олі Цибульської, української ведучої і співачки: